# Steins Laboratorium
Steins Laboratorium, egentlig Eurofins Steins Laboratorium A/S, er et dansk laboratorium, der udfører analyser af foder- og gødningsstoffer samt levnedsmiddelanalyser – herunder kvalitets- og værdistofbestemmelse (se værdistof) til brug for fastlæggelse af priser ved mejeriernes afregning til mælkeproducenterne. Steins Laboratorium indgår nu i den internationale laboratoriegruppe Eurofins.
Oprindelsen til V. Steins Analytisk-kemiske Laboratorium fra 1867 skal findes i en institution, som blev oprettet 1857 under navnet S. Groth og Ørsteds Laboratorium. Farmaceut og senere titulær professor Valdemar Stein blev tilknyttet som assistent i 1859 og blev eneejer i 1865. Han drev laboratoriet indtil sin død.
Steins Laboratorium stod for officielle analyser for stat og kommuner, bl.a. cementundersøgelser fra 1878 samt kontrol med smør og margarine ifølge Margarineloven af 1888. I 1891 overlod staten ved lov alle statens undersøgelser af levnedsmidler til laboratoriet. Denne halvofficielle status gav påtegningen "Kontrolleret af Steins Laboratorium" en høj status som kvalitetsstempel på varer, også efter at den kommunale og statslige levnedsmiddelkontrol var blevet oprettet.
Laboratoriet blev i 2000 sammensluttet med Kvægbrugets Laboratorium og videreført som Steins Laboratorium. Året efter fusionerede det med Mjölkbedömnings Service Aktiebolag, der ejedes af Svensk Mjölk, og som netop havde opkøbt Svenska Mejerilaboratoriet i Lund. Fusionen var inspireret af dannelsen af det dansk-svenske Arla Foods.
Steins Laboratorium er ledende inden for levnedsmidler "fra-jord-til-bord" og havde efter køb af Hygiejnelaboratoriet i Tønder i 2002 og etablering af en afdeling i Polen over 400 ansatte. I 2005 overtog Steins Laboratorium Dansk Erhvervs Gartnerforenings Laboratorier og i 2006 Dansk Kvægs laboratorier. Mejeriforeningen og Svensk Mjölk solgte i 2006 Steins Laboratorium til Eurofins, en international laboratoriegruppe. Laboratoriet hedder nu Eurofins Steins Laboratorium A/S.